# Synopsis
Het woord synopsis is afkomstig uit het Grieks, en betekent letterlijk "samen (ge)zien", dat wil zeggen men kan in één oogopslag de inhoud zien. In de huidige betekenis gaat het om een overzichtelijke weergave of samenvatting van de inhoud van een boek, film of toneelstuk.

## Scenario
Het opstellen van een synopsis is eigenlijk de eerste stap in het maken van een scenario voor een feitenfilm of voor een fictiefilm. In een eerdere fase kan een idee voor een film ontwikkeld worden en een premisse neergeschreven die het idee bondig formuleert. De eerste echte 'productiefase' is echter het schrijven van een synopsis. Zeker wanneer het scenario in opdracht wordt geschreven van een producent of regisseur, verwacht deze om een schriftelijke samenvatting te krijgen van een tweetal bladzijden, waarin de hoofdlijnen, gebeurtenissen en personages worden geschetst. Van belang hierbij is om op te merken dat er in deze fase nog geen dialogen worden geschreven. De scenarist concentreert zich op de kernpunten van de structuur, van de plot. Het maken van een goede synopsis is bepalend voor de financiering van de film, zodat het voor de scenarioschrijver en voor alle betrokkenen van de productie van groot belang is om een zo aantrekkelijk mogelijke synopsis af te leveren. Pas als het licht op groen is gezet - dus als het scenario voldoende potentieel heeft - wordt overgegaan naar de volgende fase van het scenario, het maken van een zogenaamd treatment, dat een verdere schriftelijke uitwerking is van de synopsis.

## Bijbel
In een synopsis waar telkens op één pagina de drie synoptische evangeliën van Matteüs, Marcus en Lucas naast elkaar staan afgedrukt, zijn de overeenkomsten en verschillen tussen de teksten van de drie evangelisten overzichtelijk weergegeven. Dit vergemakkelijkt de bestudering ervan. De overeenkomsten tussen deze boeken hebben tot een ontstaanstheorie van de boeken geleid, die omschreven wordt als het synoptische vraagstuk.

## Vaasschilderkunst
De term synopsis wordt ook gebruikt in de klassieke Griekse vaasschilderingen. Een synopsis is dan één afbeelding waarin verschillende momenten uit eenzelfde verhaal weergegeven worden. Het gaat hierbij niet om een soort strip, maar om verschillende afbeeldingen die zo aangepast zijn dat ze samensmelten tot één afzonderlijke afbeelding, waarin dus wel meer verhaalaspecten te herkennen zijn. Deze synoptische methode werd vooral toegepast vanwege het ruimtegebrek op vazen en potten.